# Добрило Ненадић
Добрило Ненадић (www.filmovi.com)(Вигоште, 23. октобар 1940 — Вигоште, 15. август 2019) био је српски књижевник.

## Живот
Дипломирао је на Воћарско-виноградарском одсеку Пољопривредног факултета у Земуну и радио као агроном.
По његовом сценарију снимљен је филм Доротеј 1981. године. Управни одбор Удружења књижевника Србије га је 30. марта 2012. предложио за дописног члана Српске академије наука и уметности.
Преминуо је 15. августа 2019. у Вигошту код Ариља Његов легат налази се у удружењу Адлигат.

## Награде
- Награда Народне библиотеке Србије за најчитанију књигу године:
  - за роман Доротеј, 1978.
  - за роман Деспот и жртва, 1999.
- Награда „Меша Селимовић”, за роман Деспот и жртва, 1998.
- Просветина награда, за роман Деспот и жртва, 1998.
- Награда „Златни бестселер”:
  - за роман Деспот и жртва, 1998.
  - за роман Брајан, 2000.
- Награда „Рачанска повеља”, за романе са историјском темом, поводом романа Брајан.[5]
- Књижевна награда „Библиос”, за укупно стваралаштво, за 2000. и 2001.
- Награда „Светозар Ћоровић”, за роман Победници, 2005.
- Награда „Борисав Станковић”, за роман Мрзовоља кнеза Бизмарка, 2006.
- Орден рада са сребрним венцем.
- Плакета конгреса воћара (као агроном).[2]

## Дела
Објавио је романе: 
- „Доротеј“ (на језику: (језик: српски)). Београд: Рад, БИГЗ, Народна књига. 1977. ISBN 978-86-331-0074-8.,
- „Киша“,
- „Врева“,
- „Поплава“,
- „Статист“,
- „Дивље звезде“,
- „Роман о Обилићу“,
- „Поларна светлост“,
- Историјски роман „Деспот и жртва“ (на језику: (језик: српски)). Београд: Просвета. 1998. ISBN 978-86-331-1695-4.,
- „Ураган“,
- „Брајан“,
- „Сабља грофа Вронског“, први део трилогије о Српско-турским ратовима (1876-1878),
- „Победници“, други део трилогије о Српско-турским ратовима (1876-1878)[6],
- „Мрзовоља кнеза Бизмарка“, завршни део трилогије о Српско-турским ратовима (1876-1878)
- „Гвоздено доба“[7],
- Историјски роман „Хермелин“ (на језику: (језик: српски)). Београд: Народна књига, Политика. 2006. ISBN 978-86-507-0052-5.,
- У сенци црне смрти
- Време кокошки
- драму „Магла“,
- књигу новела „Ахилије“.